# Правовий режим атмосферного повітря
Правовий режим атмосферного повітря.
Із всіх предметів екологічних злочинів атмосферне повітря є найбільш важливим для навколишнього природного середовища в тому числі і для життя людей. У той же час правовий режим атмосферного повітря найменше визначений.
Правовий режим атмосферного повітря визначаться Конституцією України (ст. 13), Законами України від 25 червня 1991 р. «Про охорону навколишнього природного середовища», і від 16 жовтня 1992 р. «Про охорону атмосферного повітря» та ст. 228 Кримінального кодексу України.
У преамбулі до Закону «Про охорону атмосферного повітря» відзначається, що атмосферне повітря є одним з основних життєво важливих елементів навколишнього природного середовища, що завданням цього Закону є збереження сприятливого стану атмосферного повітря, його відновлення і поліпшення для забезпечення екологічної безпеки життєдіяльності людей; цей Закон визначає правові та організаційні основи та екологічні вимоги до охорони і використання атмосферного повітря.
Стаття 13 Конституції України встановлює загальне право власності українського народу на атмосферне повітря, що знаходиться в межах території України.
Право власності на атмосферне повітря не є адекватним цивільно-правовому праву власності, оскільки не містить у собі володіння і розпорядження атмосферним повітрям ні державою взагалі, ні певними державними органами. Стаття 13 Конституції України проголошує загальну належність атмосферного повітря українському народові як його природне надбання. Виключне право власності українського народу на атмосферне повітря не виключає між тим невіддільність атмосферного повітря від природного середовища, виключеність атмосферного повітря із товарного і господарського обігу, невідособленність атмосферного повітря у будь-якій натурально-речовій формі і відсутність межі володіння атмосферним повітрям як природним об'єктом. Всі ці фізичні особливості атмосферного повітря визначають особливості і його правового режиму. Чинне законодавство України встановлює порядок і правила користування атмосферним повітрям, його охорону від забруднення та відтворення його природних властивостей. Частина 1 ст. 228 Кримінального кодексу України встановлює кримінальну відповідальність за забруднення атмосферного повітря шкідливими для здоров'я людей відходами промислового виробництва. Це, мабуть, невиправдане обмеження, оскільки атмосферне повітря може бути забруднено не лише шкідливими для здоров'я людей відходами виробництва, а й деякими видами продукції, сировиною, які є не менш шкідливими для здоров'я людей, тварин чи рослин.
Тому Пленум Верховного Суду України правильно визнав відповідальними за забруднення атмосферного повітря промисловими та іншими шкідливими речовинами і у тому разі, коли забруднення атмосферного повітря не було пов'язано з виробничою діяльністю заподіювача шкоди.
Забруднення атмосферного повітря шкідливими речовинами (відходами, отрутами, їдкими речовинами, сировиною тощо) характеризує такі хімічні та фізичні зміни у атмосферному повітрі, які можуть заподіяти шкоду здоров'ю людей, або призвести до знищення об'єктів тваринного чи рослинного світу. До таких наслідків може призвести забруднення атмосферного повітря не лише відходами виробництва, але і речовинами чи матеріалами, що не є відходами виробництва, але є шкідливими для здоров'я людей, тварин чи рослин.